# Yokkaichi-juku

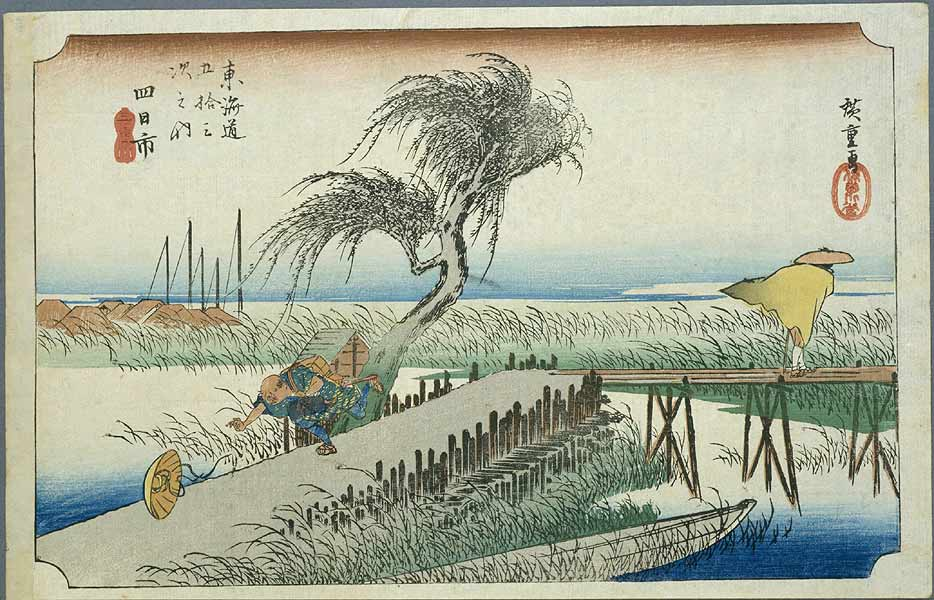
Stacja w latach 30. XIX wieku, Hiroshige Andō

Yokkaichi-juku (jap. 四日市宿 Yokkaichi-juku) – czterdziesta trzecia z 53 stacji szlaku Tōkaidō, położona obecnie w mieście Yokkaichi, w prefekturze Mie w Japonii.